# Иван Любичич
Иван Любичич (на хърватски: Ivan Ljubičić) е хърватски тенисист, роден на 19 март 1979 в Баня Лука, Босна и Херцеговина. Известен е със силния си сервис. Заема длъжността председател на Съвета на тенисистите. През 2005 г. печели Купа Дейвис с отбора на Хърватия, а заедно с Марио Анчич печели бронзов медал от турнира на двойки на Олимпийските игри в Атина през 2004. Негов треньор от 1997 г. е италианецът Рикардо Пиати.

## Биография
Майката на Любичич е бошнячка, а баща му е хърватин. Има по-голям брат. От 8 ноември 2004 Любичич е женен за Аида Шалаби.
Любичич започва да се занимава с тенис през 1988 г. и скоро след това печели първите си награди. През месец май 1992 Иван, брат му и майка му напускат Босна поради избухналата там гражданска война и се установяват в Опатия, Хърватия. Няколко месеца по-късно бащата се присъединява към тях и семейството се мести в Риека.
През април 1993 Любичич заминава за Италия, където се записва в тенис академия в Монкалиери, близо до Торино. Скоро идват първите успехи – Иван става шампион на Хърватия за юноши до 16 г. и заедно с Желко Краян печели Ориндж Боул, неофициалното световно първенство за юноши до 16 г.
През 1996 г. семейството на Любичич се мести в Загреб. Успехите на Любичич в юношески турнири продължават, като най-големият от тях е участието му на финал на Уимбълдън.

## Кариера

### 1998 – 2002
След като става професионалист, Любичич играе на множество турнири от ниска категория, като печели няколко от тях.
През 2000 г. Любичич играе на два полуфинала на турнири от висока категория и стига до третия кръг на Олимпийските игри в Сидни.
На 14 октомври 2001 хърватинът печели първата си ATP Tour титла – в Лион, където побеждава тенисисти от ранга на Густаво Кюртен, Гастон Гаудио, Марат Сафин и Юнес ел Айнауи.
През 2002 г. Любичич успява за първи път в кариерата си да прескочи първи кръг на турнир от Големия шлем. На Откритото първенство на Австралия той отпада в третия кръг от Уейн Ферейра. Най-добрите му постижения са двата полуфинала в Ротердам и Гстаад. В годишната класация за най-много директни точки от сервис Иван заема второто място след австралиеца Уейн Артърс.
2003 г. също не е особено успешна за него, като в Милано, Дубай, Банкок и Базел играе на полуфинал.

### 2004 – 2006
През 2004 г. на сметката на Любичич има един загубен финал в Доха, както и участия на полуфинал в Индианаполис и на Мастърсите в Хамбург и Мадрид. През лятото в турнира на двойки на Олимпийските игри в Атина отпада на полуфинала от бъдещите шампиони Николас Масу и Фернандо Гонсалес. В мача за третото място той и Марио Анчич надделяват над индийците Махеш Бупати и Леандер Паеш.
През 2005 резултатите на Любичич значително се подобряват. В рамките на две седмици през октомври той печели турнирите в Мец и Виена. Иван е финалист на още шест турнира, сред които Мастърсите в Мадрид и Париж. В три от тези срещи той губи от Роджър Федерер. Добрите резултати го изпражат в топ 10 в световната ранглиста, което му позволява да вземе участие на Мастърс Къп, където обаче отпада след груповата фаза.
Любичич е с основен принос за спечелването на Купа Дейвис през същата година. В първия кръг Хърватия изненадващо надделява над САЩ, като американците за първи път в историята отпадат за Купа Дейвис в първи кръг като домакин. В тези срещи Любичич надделява над Андре Агаси и Анди Родик, както и в мача на двойки с Анчич срещу Боб и Майк Браян. На четвъртфинала срещу Румъния Любичич побеждава на сингъл Виктор Ханеску и Андрей Павел, а на двойки с Анчич – Павел и Габриел Трифу. В полуфиналната среща с Русия надделява над Михаил Южни и Николай Давиденко на сингъл и Игор Андреев и Дмитрий Турсунов на двойки (отново с Анчич). На финала срещу Словакия побеждава Карол Кучера и Доминик Хърбати/Михал Мертинак на двойки (с Анчич) и губи от Хърбати на сингъл.
През 2006 г. Любичич печели турнирите в Ченай, Загреб и Виена, играе на финал на Мастърса в Маями и на турнира в Банкок, стига полуфинал на Ролан Гарос и четвъртфинал на Откритото първенство на Австралия. Спечелва Световната отборна купа. На първи май регистрира най-доброто си класиране в ранглистата – 3-то място.

### 2007
2007 започва с титла на турнира в Доха, последвана от загубени финали в Загреб и Ротердам. Стига до полуфинал на Маями Мастърс. През месец юни печели един от подготвителните турнири преди Уимбълдън – в холандския Хертогенбош.

### Класиране в ранглистата в края на годината
| Година | 1998 | 1999 | 2000 | 2001 | 2002 | 2003 | 2004 | 2005 | 2006 |
| Сингъл | 281  | 77   | 91   | 37   | 49   | 42   | 22   | 9    | 5    |
| Двойки | -    | 204  | 137  | 218  | 175  | 92   | 112  | 92   | 127  |

## Титли и участия на финал

### Титли на сингъл (15)
| №   | Дата          | Турнир                          | Противник          | Резултат            |
| 1.  | 25.05.1997    | Сплит, Хърватия 2, 3-та седмица | Желко Краян        | 6:3, 7:6            |
| 2.  | 17.05.1998    | Сплит, Хърватия 2, 2-ра седмица | Томаш Чатар        | 6:2, 6:3            |
| 3.  | 30.05.1998    | Сплит, Хърватия 2, 4-та седмица | Томаш Чатар        | 0:6, 6:2, 6:4       |
| 4.  | 21.02.1999    | Загреб, Хърватия F1             | Ивайло Трайков     | 6:3, 6:7, 6:2       |
| 5.  | 28.02.1999    | Загреб, Хърватия F2             | Игор Гауди         | 7:6, 6:2            |
| 6.  | 14.03.1999    | Безансон, Франция               | Лионел Ру          | 6:4, 6:2            |
| 7.  | 14.10.2001    | Лион, Франция                   | Юнес ел Айнауи     | 6:3, 6:2            |
| 8.  | 21.05.2005    | Загреб, Хърватия                | Ян Минар           | 6:4, 6:2            |
| 9.  | 09.10.2005    | Мец, Франция                    | Гаел Монфис        | 7:6(7), 6:0         |
| 10. | 16.10.2005    | Виена, Австрия                  | Хуан Карлос Фереро | 6:2, 6:4, 7:6(5)    |
| 11. | 8 януари 2006 | Ченай, Индия                    | Карлос Моя         | 7:6(6), 6:2         |
| 12. | 05.02.2006    | Загреб, Хърватия                | Щефан Кубек        | 6:3, 6:4            |
| 13. | 15.10.2006    | Виена, Австрия                  | Фернандо Гонсалес  | 6:3, 6:4, 7:5       |
| 14. | 6 януари 2007 | Доха, Катар                     | Анди Мъри          | 6:4, 6:4            |
| 15. | 22.06.2007    | Хертогенбош, Холандия           | Петер Веселс       | 7:6(5), 4:6, 7:6(4) |

| Легенда                                |
| Голям шлем (0)                         |
| Мастърс Къп (0)                        |
| Серии Мастърс (0)                      |
| АТП Тур (7)                            |
| Чалънджър (2+1)                        |
| Фючърс (2)                             |
| Турнир от сателитна тенис верига (3+6) |

### Загубени финали на сингъл (14)
| №   | Дата           | Турнир                          | Противник          | Резултат                   |
| 1.  | 22.06.1997     | Загреб, Хърватия                | Алберто Берасатеги | 1:6, 2:6                   |
| 2.  | 24.05.1998     | Сплит, Хърватия 2, 3-та седмица | Борис Боргула      | 6:3, 4:6, 3:6              |
| 3.  | 07.10.2001     | Гренобъл, Франция               | Йохан Сетергрен    | 7:5, 6:7(4), 5:7           |
| 4.  | 10 януари 2004 | Доха, Катар                     | Никола Ескюде      | 3:6, 6:7(4)                |
| 5.  | 8 януари 2005  | Доха, Катар                     | Роджър Федерер     | 3:6, 1:6                   |
| 6.  | 13.02.2005     | Марсилия, Франция               | Йоахим Йохансон    | 5:7, 4:6                   |
| 7.  | 20.02.2005     | Ротердам, Холандия              | Роджър Федерер     | 7:5, 5:7, 6:7(5)           |
| 8.  | 27.02.2005     | Дубай, ОАЕ                      | Роджър Федерер     | 1:6, 7:6(6), 3:6           |
| 9.  | 23.10.2005     | Мадрид, Испания                 | Рафаел Надал       | 6:3, 6:2, 3:6, 4:6, 6:7(3) |
| 10. | 06.11.2005     | Париж, Франция                  | Томас Бердих       | 3:6, 4:6, 6:3, 6:4, 4:6    |
| 11. | 02.04.2006     | Маями, Флорида, САЩ             | Роджър Федерер     | 6:7(5), 6:7(4), 6:7(6)     |
| 12. | 01.10.2006     | Банкок, Тайланд                 | Джеймс Блейк       | 3:6, 1:6                   |
| 13. | 04.02.2007     | Загреб, Хърватска               | Маркос Багдатис    | 6:7(4), 6:4, 4:6           |
| 14. | 25.02.2007     | Ротердам, Холандия              | Михаил Южни        | 2:6, 4:6                   |

### Титли на двойки (7)
| №  | Дата       | Турнир                           | Партньор     | Противник                               | Резултат      |
| 1. | 20.04.1997 | Опатия, Хърватия 1, 2-ра седмица | Горан Орешич | Хуан-Игнасио Караско Маркос Роа-Жирарди | 6:3, 7:6      |
| 2. | 02.05.1997 | Опатия, Хърватия 1, 4-та седмица | Горан Орешич | Хуан-Игнасио Караско Маркос Роа-Жирарди | 6:2, 7:6      |
| 3. | 25.05.1997 | Сплит, Хърватия 2, 3-та седмица  | Горан Орешич | Яхия Думбиа Дмитрий Томашевич           | 6:7, 7:6, 6:4 |
| 4. | 31.05.1997 | Сплит, Хърватия 2, 4-та седмица  | Горан Орешич | Кресимир Риц Юрек Стасиак               | 6:3, 5:7, 6:4 |
| 5. | 26.10.1997 | Бриндизи, Италия 6, 3-та седмица | Горан Орешич | Силвио Скайола Дмитрий Томашевич        | 6:4, 6:3      |
| 6. | 15.07.2001 | Бриндизи, Италия 6, 3-та седмица | Горан Орешич | Паул Хартвег Андрей Рибалко             | 6:2, 6:4      |
| 7. | 20.06.1999 | Загреб, Хърватия                 | Ловро Зовко  | Жером Ханке Режи Лаверн                 | 6:3, 6:0      |

### Загубени финали на двойки (6)
| №  | Дата       | Турнир                   | Партньор       | Противник                        | Резултат            |
| 1. | 03.05.1998 | Фраскати, Италия F5      | Омар Кампорезе | Джорджо Галимберти Масимо Валери | 6:7, 1:6,           |
| 2. | 07.02.1999 | Лийдс, Великобритания F1 | Режи Лаверн    | Леос Фридл Борут Урх             | 6:7, 5:7            |
| 3. | 23.07.2000 | Умаг, Хърватия           | Ловро Зовко    | Алекс Лопес-Морон Алберт Портас  | 1:6, 6:7(2)         |
| 4. | 12.1.2000  | Лион, Франция            | Джак Уайт      | Паул Хархус Сандън Стол          | 1:6, 7:6(2), 6:7(7) |
| 5. | 22.07.2001 | Умаг, Хърватия           | Ловро Зовко    | Серхио Ройтман Андрес Шнайтер    | 2:6, 5:7            |
| 6. | 17.10.2004 | Мец, Франция             | Урос Вико      | Арно Клемон Николас Маю          | 2:6, 6:7(8)         |

### Отборни титли (2)
| №  | Дата                    | Турнир                                    | Съотборници                                 | Противник | Резултат |
| 1. | 02.12.2005 – 04.12.2005 | Купа Дейвис, Братислава Словакия          | Марио Анчич, Иво Карлович, Горан Иванишевич | Словакия  | 3 – 2    |
| 2. | 27.05.2006              | Световна отборна купа Дюселдорф, Германия | Иво Карлович, Марио Анчич                   | Германия  | 2 – 1    |